# Afan Lido Football Club
El Afan Lido Football Club (en galés: Clwb Pêl-droed Lido Afan) es un club de fútbol de Gales, con sede en Port Talbot. Fue fundado en 1967 y compite en la Cymru South, segunda categoría del fútbol galés.

## Historia
Fue fundado en el año 1967 en la ciudad de Port Talbot y posee una rivalidad local con el Port Talbot Town, que juega de local a menos de 1 kilómetro de distancia; rivalidad que se hizo mayor desde que el Afan Lido ganara el ascenso a la Premier League. Nunca ha sido campeón de Liga, ha ganado la Copa de la Liga 3 veces y ha sido finalista del torneo de Copa en 1 oportunidad.
A nivel internacional ha participado en 1 torneo continental, en la Copa UEFA de 1995-96, en la que fue eliminado en la Ronda Preliminar por el RAF Jelgava de Letonia.

## Entrenadores
- Phil Robinson y Dai Rees (1992–1993)
- Dai Rees (1993–1994)
- Nigel Rees (1994–1996)
- Mark Robinson (1998–2006)
- Phil Holmes y Paul Evans (2006-2009)
- Craig Duggan (2009-2010)
- Kim Bowley (2010-2011)
- Andrew Dyer (2011-2012)
- Paul Reid (2012-2013)
- Paul Evans (2013-2014)
- Stephen Llewellyn (2014-2015)
- Mark Robinson (2015-2016)
- Liam McCreesh (2016-2017)
- Wayne Davies (2017-2018)
- Andrew Mumford (2018-2019)

## Palmarés

### Torneos nacionales
- Copa de la Liga de Gales (3): 1992-93, 1993-94, 2011-12
- Copa de la Liga Galesa (2): 2006-07, 2008-09

## Participación en competiciones de la UEFA
- Copa UEFA: 1 aparición

1996 - Ronda Preliminar